# Einheitsbilanz
Eine Einheitsbilanz ist eine Bilanz, die gleichzeitig die handelsrechtlichen und steuerrechtlichen Zwecke erfüllt. Die Posten der Handelsbilanz sowie die der Steuerbilanz sind identisch. Handelsrechtliche Aktivierungswahlrechte werden ausgeübt, um der steuerrechtlichen Aktivierungspflicht zu entsprechen und ebenso werden handelsrechtliche Passivierungswahlrechte nicht ausgeübt, um somit den steuerrechtlichen Passivierungsverboten zu entsprechen (Maßgeblichkeitsprinzip).
Erzwingen gesetzliche Ansatz- oder Bewertungsvorschriften Unterschiede zwischen Handels- und Steuerbilanz, kann keine Einheitsbilanz aufgestellt werden. Die steuerlichen Wertansätze sind in einer separaten Steuerbilanz oder in einer Nebenrechnung (auch sog. 60-II-Rechnung) darzustellen, vgl. § 60 Abs. 2 S. 1 EStDV. Die Nebenrechnung nach § 60 Abs. 2 EStDV ist nicht zu verwechseln mit außerbilanziellen Korrekturen wie z. B. der Hinzurechnung der Gewerbesteuer oder anderer nichtabzugsfähiger Betriebsausgaben (§ 4 Abs. 5 EStG). Anders als außerbilanzielle Korrekturen beeinflusst die Korrekturrechnung nach § 60 Abs. 2 EStDV nicht nur den steuerlichen Gewinn, sondern auch wichtige steuerliche Anknüpfungspunkte wie das steuerliche Eigenkapital oder die Höhe der Entnahmen und Einlagen. 
Die Aufstellung einer Einheitsbilanz ist jedoch in der Praxis nur bei kleineren Unternehmen möglich. Bei größeren Unternehmen ergeben sich insbesondere bei Ansatz und Bewertung der Rückstellungen regelmäßig zwingende Abweichungen zwischen Handels- und Steuerrecht. Auch die Inanspruchnahme von steuerlichen Sonderabschreibungen nach § 7g EStG für kleinere und mittlere Unternehmen kann nicht im Rahmen einer Handelsbilanz oder Einheitsbilanz dargestellt werden. Zudem soll der von Kaufleuten veröffentlichte handelsrechtliche Jahresabschluss meist ein für (potenzielle) Investoren, Kreditgeber und andere Stakeholder positiveres Bild des Unternehmens zeichnen (was oftmals mit einem höheren Gewinnausweis als in der Steuerbilanz einhergeht). Dies wird durch die Ausnutzung von Bewertungsspielräumen im Rahmen von Bilanzansatz und Bewertung erreicht. Dasselbe gilt auch in der Schweiz.